# Rajasthani (sprog)
Rajasthani (राजस्थानी) er et sprog eller en sproggruppe i den indoariske sprogfamilie. Det tales af omkring firs millioner personer i Rajasthan og andre indiske stater og i nogle nærliggende områder af Pakistan. Dets ordorden er af SOV-typen.